# Оливър Лъкет
Оливър Лъкет (на английски: Oliver Luckett) е американски бизнесмен, колекционер на изкуство, предприемач и влиятелен медиен магнат, създал няколко успешни компании през годините – „iBlast“, „Revver“, „DigiSynd“ и „theAudiene“.

## Биография
Роден е в Мисисипи през 1974 г. Лъкет навлиза в света на технологиите само на 6 години, когато дядо му му подарява ранен модел компютър, с който се научава как да работи с Интернет.
Възпитаник е на Университета Вандерблит, където той получава бакалавърска степен в специалност френска литература.
През 1999 г. той съосновава първият си бизнес „iBlast Networks“ с бившия президент на FOX Майкъл Ламбърт и бившият ръководител на Universal Studios Кен Соломон. Шест години по-късно Лъкет създава „Revver“ – първият сайт за видео споделяне, който добавя реклами към клипове в Интернет. Скоро след това започва друга компания „DigiSynd“, която е „digi media start up“. През 2008 г. Лъкет заема водеща позиция в „Уолт Дисни Къмпани“ управлявайки социалните медии на герои като Пепеляшка. В крайна сметка „Disney“ купуват „DigiSynd“ превръщайки я в потребителска марка в социалните мрежи. В този момент Лъкет отговаря за разпространяването на Дисни в социалните медии чрез най-различни анимирани герои.
Репутацията на Оливър Лъкет в областта на новите технологии и социалните медии започна да расте през годините около 2000 г. Това го води към света на знаменитостите и Холивуд. През 2011 той съосновава theAudiene „издателска къща“ в социалните медии за знаменитости. „TheAudiene“ създава и публикува съдържание за известни личности в различните платформи в социалните мрежи, като помага на хората да разработват стратегии за smart публикуване и релевантно съдържание.
Съдържанието публикувано от „theAudience“ достига до повече от един милиард потребители на социалните мрежи всеки месец.
Една от страстите на Лъкет е колекционирането на изкуство, по-специално картини от Исландия.

## Компании и инвестиции
- theAudience (Founder & CEO)
- DigiSynd (CEO & Co-Founder)
- Revver (Co-Founder)
- iBlast (CTO & Co-Founder)
- The Walt Disney Company (SVP & GM DigiSynd)